# Daniela Bártová
Daniela Bártová (verheiratete Břečková; * 6. Mai 1974 in Ostrava) ist eine ehemalige tschechische Turnerin und Stabhochspringerin.
Im Einzel-Mehrkampf kam sie für die Tschechoslowakei startend bei den Turn-Weltmeisterschaften 1991 auf den 33. Platz und schied bei den Olympischen Spielen 1992 in Barcelona in der Qualifikation aus.
Nach ihrem Wechsel zur Leichtathletik stellte sie 1995 zehn Weltrekorde im Stabhochsprung auf:
- 4,10 m, 21. Mai 1995, Ljubljana
- 4,12 m, 18. Juni 1995, Duisburg
- 4,13 m, 24. Juni, Wesel
- 4,14 m, 2. Juli, Gateshead
- 4,15 m, 6. Juli, Ostrava
- 4,16 m, 14. Juli, Feldkirch
- 4,17 m, 15. Juli, Feldkirch
- 4,20 m, 18. August, Köln
- 4,21 m, 22. August, Linz
- 4,22 m, 11. September, Salgótarján

Bei den Leichtathletik-Halleneuropameisterschaften 1996 in Stockholm wurde sie Sechste und bei den Leichtathletik-Hallenweltmeisterschaften 1997 in Paris Fünfte. 1998 gewann sie Silber bei den Hallen-EM in Valencia und schied bei den Leichtathletik-Europameisterschaften in Budapest in der Qualifikation aus.
Bei den Leichtathletik-Weltmeisterschaften 1999 wurde sie Sechste. 2000 gelang ihr bei den Hallen-EM in Gent kein gültiger Versuch im Finale. Bei den Olympischen Spielen in Sydney wurde sie Vierte.
Siebenmal wurde sie Tschechische Meisterin (1993–1998, 2000) und sechsmal Tschechische Hallenmeisterin (1993–1998).
Sie ist mit dem Kanuten Jan Břečka verheiratet.

## Persönliche Bestleistungen
- Stabhochsprung: 4,51 m, 9. Juni 1998, Bratislava
  - Halle: 4,48 m, 8. März 1998, Sindelfingen